# 茗渓会館

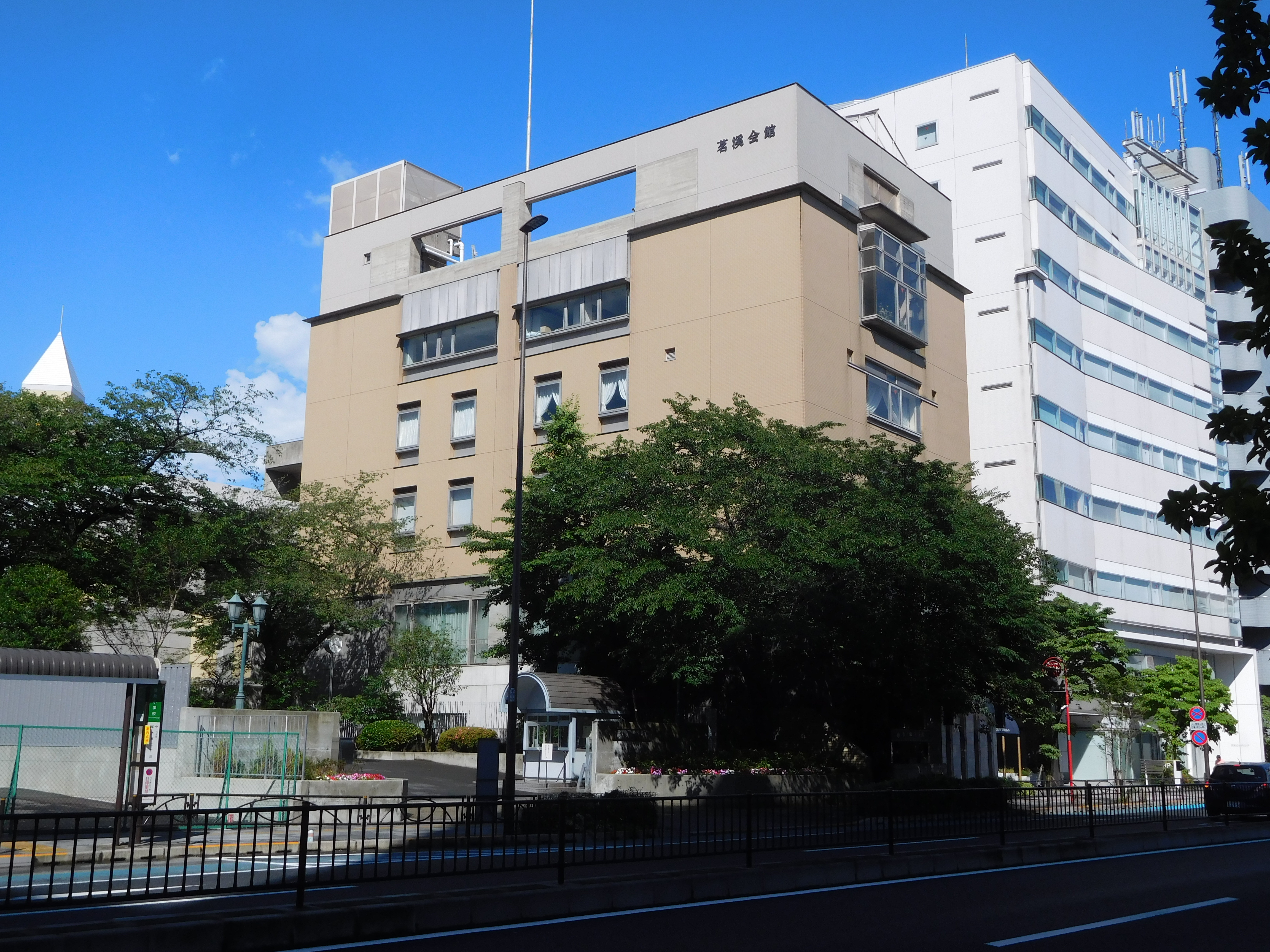
2代目・茗渓会館（手前）と茗渓ビル（奥）

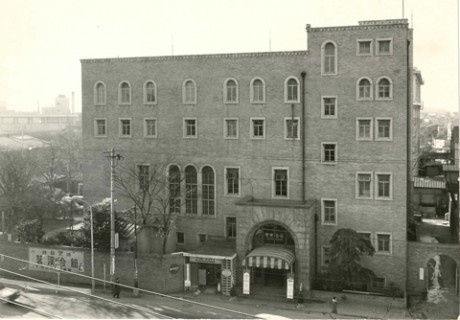
初代の茗渓会館

茗渓会館（めいけい かいかん）とは、筑波大学およびその前身である東京教育大学、東京高等師範学校の同窓会・社団法人「茗渓会」の施設である。2015年（平成27年）より管理運営が株式会社シーズンに移行し、同社は嘉ノ雅 茗渓館（かのび めいけいかん）の名称で結婚式場、レストラン、カフェとして運営を行っている所在地は東京都文京区大塚1-5-23。

## 概要
旧茗渓会館は荘厳かつ優雅で気品のあるモダン建築で、都内でも学士会館とともに地元で愛される代表的な建築物であった。社団法人日本建築学会・歴史的建築リスト整備活性小委員会・歴史的建築総目録データベースによると旧茗渓会館内部にはステンドグラスがあり、茶色のスクラッチ・タイル張りで、石張りの玄関ポーチも柔らかい印象で、一部にアーチのついた小窓が並んだ外観は全体の収まりが良く、通りの街路樹の緑と相まって「街路の建築」と呼びたくなる、絵になる物件だった。
旧茗渓会館は老朽化のため惜しまれながら取り壊され、茗渓会館と茗渓ビルという2つの建物に改築された。この改築の結果、茗渓会は財政状況が悪化し、同窓会費収入の4割を茗渓会館の維持経営費に割かねばならない状態となってしまった。そこで茗渓会は、茗渓会館の管理運営を株式会社シーズンに明け渡し、同社は2015年（平成27年）8月30日から嘉ノ雅 茗渓館（かのび めいけいかん）の名称で結婚式場、レストラン、カフェとして運営を開始した。このため、同窓会館でありながら同窓会関連の会合での会場の優先利用権がなくなり、会場の使用料も徴収されることとなった。その結果、一度は茗渓会と合流した旧図書館情報大学の同窓会「橘会」は2015年（平成27年）度をもって茗渓会支部から退会することとなった。